# Inga Karamtshakova
Inga Alekseeva Karamtshakova (Инга Алексеевна Карамчакова), née le 29 avril 1978 est une lutteuse libre russe.

## Biographie
Inga Karamtshakova est la sœur des lutteuses Lidia, Tatiana, et Natalia.

## Palmarès en lutte

### Championnats du monde
- Médaille d'argent en moins de 48 kg en 2002 à Chalcis, (Grèce)
- Médaille d'argent en moins de 46 kg en 2000 à Sofia, (Bulgarie)
- Médaille de bronze en moins de 46 kg en 1999 à Boden, (Suède)
- Médaille de bronze en moins de 46 kg en 1998 à Poznań, (Pologne)

### Championnats d'Europe
- Médaille d'or en moins de 48 kg en 1998 à Bratislava, (Slovaquie)
- Médaille d'or en moins de 46 kg en 1999 à Götzis, (Autriche)
- Médaille d'or en moins de 46 kg en 2001 à Budapest, (Hongrie)
- Médaille d'or en moins de 46 kg en 2002 à Seinäjoki, (Finlande)